# Thomas F. Madden
Thomas F. Madden (nascido em 1960) é um historiador americano, ex-presidente do Departamento de História da Universidade de Saint Louis, em St. Louis, Missouri, e diretor do Centro de Estudos Medievais e Renascentistas da Universidade de Saint Louis. Especialista nas Cruzadas, ele costuma comentar na mídia popular após os eventos de 11 de setembro para discutir tópicos como o modo como os muçulmanos encaram as Cruzadas medievais e seus paralelos às intervenções de hoje no Oriente Médio. Ele aparece frequentemente na mídia, como consultor de vários programas no History Channel e na National Public Radio. Em 2007, ele recebeu a Medalha Haskins da Academia Medieval da América, por seu livro Enrico Dandolo e Rise of Venice, também uma seleção de "Livro do Mês" pela revista BBC History. Em 2012, ele foi nomeado membro da Fundação John Simon Guggenheim Memorial.

## Biografia
Madden recebeu seu diploma de bacharel pela Universidade do Novo México em 1986, e seus mestrado (1990) e doutorado (1993) em História pela Universidade de Illinois.
Madden é ativa na Sociedade para o Estudo das Cruzadas no Oriente Médio, e organiza painéis para o Simpósio Anual de Estudos Medievais e do Renascimento em Saint Louis, Missouri. Ele é o diretor do Fórum de Estudos das Cruzadas e do Projeto de Banco de Dados Prosopográficos da Itália Medieval, ambos localizados na Universidade de Saint Louis.

## Prêmios
- Prêmio Otto Grundler 2005, Instituto Medieval[9]
- Medalha Haskins de 2007, Academia Medieval da América, pelo livro Enrico Dandolo e a Ascensão de Veneza[10]
- Bolsa Guggenheim 2012
- Bolsista 2013 da Academia Medieval da América[11]
- Membro do Conselho Americano de Sociedades Aprendidas de 2015[12]
- Fundação Nacional para as Humanidades de 2018, Prêmio Público Scholar[13]

## Escritos
Madden escreveu numerosos livros e artigos de periódicos, incluindo a entrada "Cruzadas" da Encyclopædia Britannica . Suas especialidades de pesquisa são História Antiga e Medieval, incluindo a Quarta Cruzada, bem como História Italiana Antiga e Medieval. Sua revisão de 1997 da Quarta Cruzada: A Conquista de Constantinopla (originalmente escrita por Donald Queller) foi uma seleção do Clube do Livro de História. Ele também é conhecido por falar sobre as maneiras pelas quais a história das Cruzadas é frequentemente usada para manipular as agendas políticas modernas. Seu livro, A Nova História Concisa das Cruzadas, foi traduzido para sete línguas estrangeiras.
Seu livro Enrico Dandolo e a Ascensão de Veneza ganhou vários prêmios, incluindo a Medalha Haskins de 2007 da Academia Medieval da América e o Prêmio Otto Gründler do Instituto Medieval. Segundo a Medieval Review, com este livro "Madden mais do que nunca ocupa seu lugar como um dos medievalistas mais importantes da América atualmente".
Seu livro de 2008, Empires of Trust, foi um estudo comparativo que buscou elementos em repúblicas históricas que levaram ao desenvolvimento de impérios. No caso de Roma, ele argumentou que seus cidadãos e líderes adquiriram um nível de confiança entre aliados e inimigos em potencial, baseado em uma rejeição incomum do poder hegemônico. Seu livro mais recente, Veneza: Uma Nova História, é o culminar de décadas de trabalho nos arquivos e bibliotecas de Veneza.

### Livros
- Istambul: Cidade de Majestade na encruzilhada do mundo, 2016 Viking
- Veneza: Uma Nova História, 2012, Viking
- Cruzadas: mundos medievais em conflito, 2010 Ashgate
- Impérios da Confiança, 2008, Dutton/Penguin
- A Quarta Cruzada: Evento, Consequências e Percepções, 2008, Ashgate
- Cruzadas: A História Ilustrada, 2005, University of Michigan Press
- Enrico Dandolo e a Ascensão de Veneza, 2003, Johns Hopkins University Press
- As Cruzadas: As Leituras Essenciais, 2002, Blackwell
- A Nova História Concisa das Cruzadas, 1999, Rowman & Littlefield
- Veneza medieval e renascentista, 1999, University of Illinois Press
- A Quarta Cruzada: A Conquista de Constantinopla, coautora de Donald Queller, 1997, University of Pennsylvania Press

### Selecionar artigos populares
- Os membros do Estado Islâmico acreditam que estão lutando contra uma nova cruzada. Eles estão errados. " , Washington Post, 4 de dezembro de 2015.
- "O Papa se une a uma tradição fina, mas raramente vista", Wall Street Journal, 14 de fevereiro de 2013.
- "A verdadeira história das cruzadas", ARMA, 19 de março de 2011 (atualizado em 2005 )
- "Os dias da América não são contados", The Wall Street Journal, 4 de julho de 2008.
- "Ainda não está morto: o túmulo perdido de Jesus - um ano depois", NRO, 21 de março de 2008.
- "Resposta irracional: Bento XVI não ressuscitou as cruzadas", NRO, 18 de setembro de 2006.
- "Cruzados e historiadores", First Things, junho / julho de 2005.
- "Soldados de PC em diante: Reino dos Céus de Ridley Scott, NRO, 27 de maio de 2005.
- Investigating the popular myth (A Real Inquisição: Investigando o Mito Popular), NRO, 18 de junho de 2004.
- 'Mitos da Cruzada', Dossiê Católico, janeiro / fevereiro de 2002.

### Selecionar artigos acadêmicos
- "A versão veneziana da quarta cruzada: memória e conquista de Constantinopla na Veneza medieval", Speculum 87 (2012): 311-44.
- "O Império Latino da Fundação Fraturada de Constantinopla: A fenda entre Bonifácio de Montferrat e Baldwin da Flandres", em The Fourth Crusade: Event, Aftermath and Perceptions (Brookfield: Ashgate Publishing, 2008): 45-52.
- "Comida e a quarta cruzada: uma nova abordagem para a 'questão do desvio'", em Logística da guerra na era das cruzadas, John H. Pryor, ed. (Brookfield: Ashgate Publishing, 2006): 209-28.
- "Veneza, o papado e as cruzadas antes de 1204", em The Medieval Crusade, Susan J. Ridyard, ed. (Woodbridge: Boydell e Brewer, 2004): 85-95.
- "Os mitos duradouros da quarta cruzada", World History Bulletin 20 (2004): 11-14.
- "O Chrysobull de Alexius I Comnenus para os venezianos: a data e o debate", Journal of Medieval History 28 (2002): 23-41.
- "Crise de reféns de Veneza: esforços diplomáticos para garantir a paz com Bizâncio entre 1171 e 1184", em Ellen E. Kittell e Thomas F. Madden, org., Medieval and Renaissance Renaissance (Urbana: University of Illinois Press, 1999): 96-108 .
- "Fora e dentro da quarta cruzada", The International History Review 17 (1995): 726-43.
- "Veneza e Constantinopla em 1171 e 1172: Atitude de Enrico Dandolo em relação a Bizâncio", Mediterranean Historical Review 8 (1993): 166-85.
- "Votos e contratos na quarta cruzada: o Tratado de Zara e o ataque a Constantinopla em 1204", The International History Review 15 (1993): 441-68.
- "Pai da noiva: pais, filhas e dotes na Veneza medieval tardia e no início da Renascença", Renaissance Quarterly 46 (1993): 685-711. (com Donald E. Queller)
- "Os fogos da quarta cruzada em Constantinopla, 1203-1204: uma avaliação de danos", Byzantinische Zeitschrift 84/85 (1992): 72-93.
- "A Coluna Serpente de Delfos em Constantinopla: Colocação, Propósitos e Mutilações", Byzantine and Modern Greek Studies 16 (1992): 111-45.

### Palestras gravadas
- "Deus quer!" Compreendendo as Cruzadas
- O Declínio e a Queda de Roma
- De Jesus ao cristianismo: a história da igreja primitiva
- Sobre esta rocha: uma história do papado de Pedro a João Paulo II
- Império do Ouro: Uma História do Império Bizantino
- Um, Santo, Católico e Apostólico: Uma História da Igreja na Idade Média
- O cristianismo e a encruzilhada: as reformas dos séculos XVI e XVII
- Heaven or Heresy: A History of the Inquisition (Céu ou heresia: uma história da Inquisição)
- A Igreja Católica na Era Moderna

## Documentários do History Channel
- Decodificando o passado, "lança de Cristo"
- Decodificando o passado, "segredos do Alcorão"
- A Grande Construção, "A Torre do Castelo"